# 耶馬渓猿飛の甌穴群

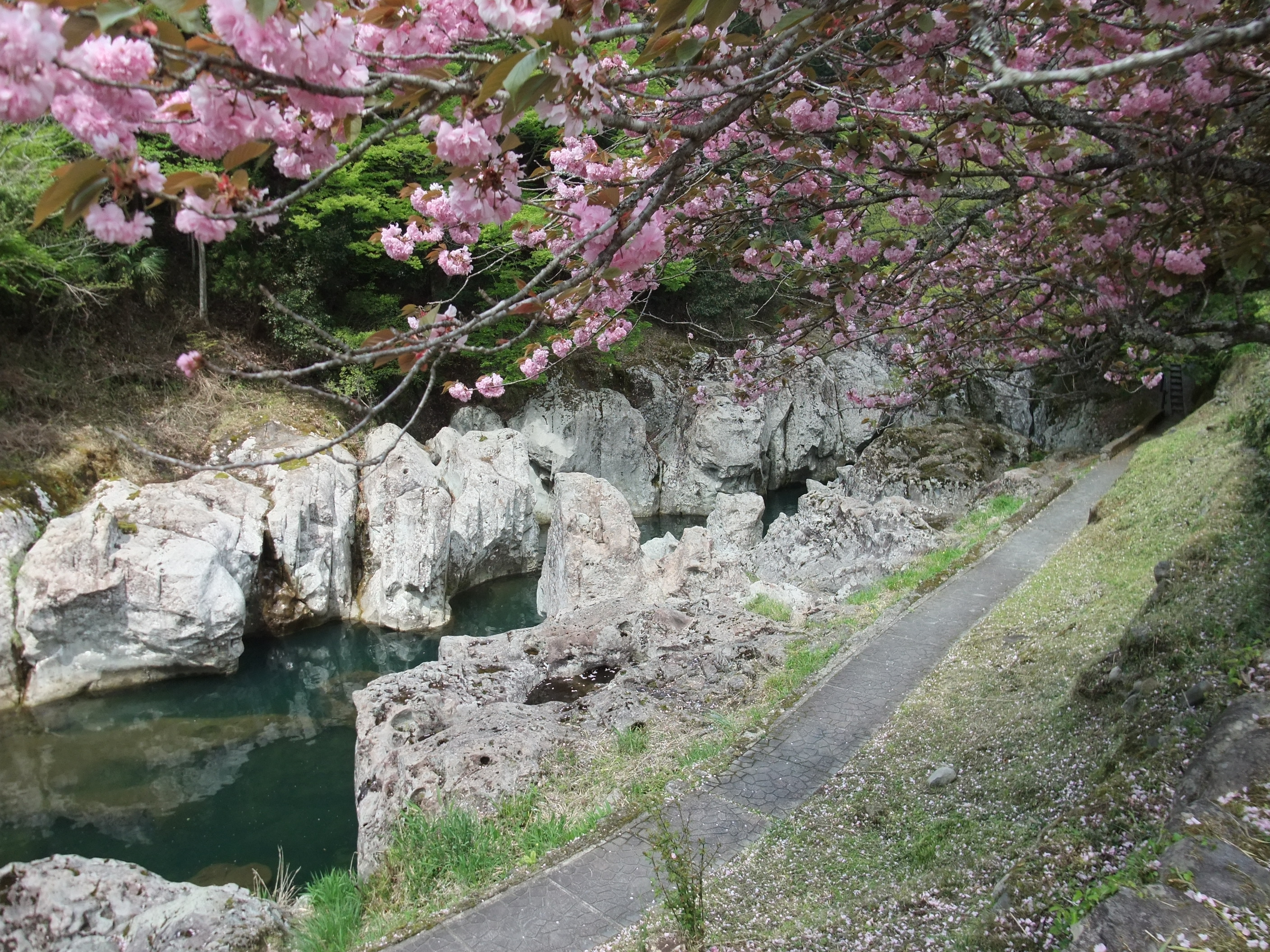
耶馬渓猿飛の甌穴群。2011年4月28日撮影。

耶馬渓猿飛の甌穴群（やばけいさるとびのおうけつぐん）は、大分県中津市山国町（旧下毛郡山国町）の山国川上流にある甌穴（ポットホール）群。1935年（昭和10年）6月7日に国の天然記念物に指定されている。

## 特色
名勝及び耶馬日田英彦山国定公園に指定されている耶馬渓の中でも、上流部にあたる奥耶馬渓の猿飛の景、または、猿飛千壷峡と呼ばれる峡谷に位置する。
大小数百の甌穴から成る甌穴群で、全長約2kmにわたって続いており、このうち上流の約0.5kmが国の天然記念物に指定されている。現在も水が流れる河床にあるものもあるが、多くは河岸の段状部にあり、甌穴群が長い年月にわたる浸食作用によって形成されたことを物語っている。甌穴の形が美しいことも、天然記念物に指定された理由のひとつに挙げられている。
甌穴群が形成された地層は、新生代新第三紀中新世に噴出した凝灰角礫岩が変質したプロピライト（変朽安山岩）から成る。岩石中に散在する礫に、周囲の基質部分よりも硬い岩質のものがあるため、岩層表面の削磨につれて軟らかい部分が削られ、硬い礫が残って、ついには硬い礫がくぼみの中で転がるようになる。洪水時の水流で礫が激しく回転することによって、くぼみが大きくなり甌穴が形成されたと考えられている。
このプロピライトの地層は金・銀の鉱床を含んでおり、この一帯にはかつていくつかの金山が開かれていた。

## 交通
- JR久大本線日田駅から大分交通バス守実温泉行きで約30分、守実停留所下車。